# Dauner Maare
Das Naturschutzgebiet Dauner Maare liegt im Landkreis Vulkaneifel in Rheinland-Pfalz auf dem Gebiet der Stadt Daun und der Ortsgemeinde Schalkenmehren. Das Gebiet erstreckt sich östlich und südöstlich des Dauner Stadtteils Gemünden. Durch das Gebiet hindurch und an seinem nördlichen Rand verläuft die Landesstraße L 64, am westlichen Rand die L 46 und nordöstlich die B 421. Unweit westlich des Gebietes fließt die Lieser, ein linker Zufluss der Mosel.

## Bedeutung
Das rund 229 ha große Gebiet wurde im Jahr 1984 unter der Kennung 7233-017 unter Naturschutz gestellt. Es umfasst eine Vulkanlandschaft aus Gemündener Maar, Weinfelder Maar („Totenmaar“) und Schalkenmehrener Maar.